# Цар-звоно
Цар-звоно (рус. Царь–колокол, у буквалном преводу „Цар звона”) је огромно звоно унутар Московског Кремља. Наручила га је царица Ана Ивановна, братаница цара Петра Великог.
Ово звоно је највеће звоно на свету, тешко 216 тона, високо 6,14 m и пречника 6,6 m. Излили су га у бронзи мајстори Иван Моторин и његов син Михајло од 1733. до 1735. године. Орнаменте, портрете и натписе направили су В. Кобеље, П. Галкин, П. Коктев, П. Серебријаков и П. Луковников. Ово звоно никада није зазвонило, јер се у пожару 1737. године одвојио велики део (тежак 11, 5 тона), док је звоно још увек било у калупу.
Након пожара, звоно је остало у свом калупу скоро цео век. Цар-звоно је 1836. године постављено на камено постоље поред Звоника Ивана Великог у Кремљу.
Постојала су још два звона са истим именом, изливена почетком 17. века и 1654. године (тешко око 130 тона). Ово друго звоно је уништено у пожару 1701. године. Његови остаци су искоришћени да се направи садашње Цар-звоно. Неко време Цар-звоно је служило као капела, а пукотина је коришћена као врата.